# Montopoli in Val d'Arno
Montopoli in Val d'Arno es una localidad italiana de la provincia de Pisa, región de Toscana, con 11.012 habitantes.

Ubicación de la ciudad de Montopoli in Val d'Arno dentro de la provincia de Pisa.

## Evolución demográfica
| Gráfica de evolución demográfica de Montopoli in Val d'Arno entre 1861 y 2001 |
|                                                                               |
| Fuente ISTAT - Elaboración gráfica por parte de Wikipedia                     |